# Yoldéo
Yoldéo est un village du Cameroun situé dans le département du diamare et la Région de l'Extrême-Nord, à proximité de la frontière avec le Tchad. Il fait partie de la commune de dargala maroua4e et du lamidat de yoldéo.

## Population
En 1967 Yoldéo comptait 677 habitants, principalement massa et peul kanuri. Lors du recensement de 2005, 25 829 personnes y ont été dénombrées.